# Prolonguripes
Prolonguripes is een geslacht van rechtvleugeligen uit de familie krekels (Gryllidae). De wetenschappelijke naam van dit geslacht is voor het eerst geldig gepubliceerd in 1993 door Desutter-Grandcolas.

## Soorten
Het geslacht Prolonguripes omvat de volgende soorten:
- Prolonguripes giganteus Desutter-Grandcolas, 1997
- Prolonguripes izabalae Desutter-Grandcolas, 1997
- Prolonguripes microxipha Desutter-Grandcolas, 1997
- Prolonguripes phalangium Saussure, 1874